# Prințesa Thyra a Danemarcei (1880-1945)
Prințesa Thyra a Danemarcei și Islandei (Thyra Louise Caroline Amalie Augusta Elisabeth; 14 martie 1880 – 2 noiembrie 1945) a fost al șaselea copil și a treia fiică a regelui Frederic al VIII-lea al Danemarcei și a soției acestuia, Lovisa a Suediei.
În momentul nașterii ei, tatăl ei era Prinț Moștenitor al Danemarcei, fiul cel mare al regelui Christian al IX-lea. Mama ei era fiica cea mare a regelui Carol al XV-lea al Suediei și a reginei Louise a Olandei. Frații ei au fost: Christian al X-lea al Danemarcei, Haakon al VII-lea al Norvegiei, Prințesa Louise, Prințul Harald, Prințesa Ingeborg, Prințul Gustav și Prințesa Dagmar a Danemarcei
A fost numită după mătușa ei, Prințesa Thyra a Danemarcei. A murit necăsătorită și fără copii.

## Arbore genealogic
1. 1 2  The Peerage